# دائرة جميلة
دائرة جميلة  هي إحدى دوائر ولاية سطيف الجزائرية.

## تاريخ
جميلة الواقعة شرق العاصمة الجزائرية على بعد 300 كلم وتحديدا بولاية سطيف، التي يمتد تاريخها إلى عهد الإمبراطورية الرومانية وتحت قيادة الإمبراطور الروماني نيرفا هي الآن محل استقطاب عدد هائل من السياح المارين على هذه الولاية التي تملك أثارا رومانية من العيار الثقيل، الأخوة كوزيتوس كاسفينوس كراكلا وفينوس " إلاه الجمال "الخ هي أسماء رومانية مرت على المدينة..و أنت أمام موروث تركه الرومان بالمدينة لا تعادل قيمته أي قيمة مالية ولا معدنية أخرى.رغم ما تعانيه من إهمال تخطر ببالك عدة أسئلة تدفعك روعة أثار كويكول إلى طرحها.. كيف أستطاع الرومان وبإمكانيات قليلة أغلبها من الحجر أن يؤسسوا مدينة تسع لحولي 42 هكتار؟ بها مسرح يتسع لحولي 3000 ألاف مشاهد؟ وعدد من المعابد لممتد طولها إلى ألاف الأمتار.

## من كويكول الرومانية إلى جميلة الجزائرية
جميلة هو اسم عربي اسمها الروماني كويكول، كانت تحت قيادة الأمبراطور نيرفا تأسست قي نهاية القرن الأول ميلادي وبداية القرن الثاني ميلادي تبدأ خلال القرن الأول من معبد الكابيتول الذي يتكون من ثلاث آلهة جينار،.جينو و.مينيرو، إلى جانب سوق للأخوة كوزيتوس ومعبد ألهه أوروبا حيث يوجد فيه ساحة قديمة هي ساحة واد المقربين.. ففي الشرق محكمة الغرب الذي يوجد فيها معبد فينوس «إلاه الجمال» ومنزل كاسفينوس العائلة النبيلة، مكان استخراجي أختارته الإمبراطورية الرومانية بعدما طردت البربر منها، مدينة متحصنة امنيا بالدرجة الأولى تربة خصبة سوداء صالحة للزراعة، تقع مابين أوديتين واد قرقور الغرب وواد بيطان الشرق تسع مساحتها 42 هكتار بعدد سكان بلغ 12 ألف ساكن من الرومان ، مصنفة عالميا منذ 1982 ووطنيا منذ 1900. الملاحظ أيضا أن كويكول فيها حي مسيحي فيه معبد الباتستار أين كانت تتم به عملية التنصير ويوجد به كنيستين الأولى يعود تاريخها إلى القرن الرابع ميلادي فيه الكريبت أين كان المسيح من الأورتودوكس يقومون بعملية التحنيط

## التقسيم الإداري
تضم الدائرة حسب التقسيم الإداري لسنة 1984 بلديتين هما :
- جميلة
- بني فودة